# هاري ميزلار
هاري ميزلار (بالإنجليزية: Harry Mizler) (22 يناير 1913 – 1990) هو ملاكم من المملكة المتحدة راحل، مثّل بلاده في الألعاب الأولمبية الصيفية 1932.

## روابط خارجية
هاري ميزلار على موقع بوكس ريك (الإنجليزية) (registration required)
- هاري ميزلار على موقع أوليمبيديا (الإنجليزية)